# Anisodes hyperythra
Anisodes hyperythra är en fjärilsart som beskrevs av Swinhoe 1894. Anisodes hyperythra ingår i släktet Anisodes och familjen mätare. Inga underarter finns listade i Catalogue of Life.